# Премія імені Леоніда Гавриша
 Премія імені Леоніда Гавриша  — для заохочення митців за творчі доробки.

## Історія
Заснована 2018 року трудовим колективом швейної фабрики ВАТ «Володарка» (м. Вінниця) за підтримки ГО «Русалка Дністровая» на вшанування пам'яті Гавриша Леоніда Тарасовича (1946—2017), голови спостережної ради означеного ВАТ/ПрАТ, заслуженого працівника промисловості України, почесного громадянина міста Вінниця, філантропа і мецената мистецтв на Вінниччині.
Присуджується творчим діячам за здобутки у різних видах мистецтва і культури (література, журналістика, краєзнавство, музика, живопис, скульптура, театр та ін.). Премія є щорічною і вручається у пам'ятні дні, пов'язані з Л. Т. Гавришем. Передбачає диплом і грошову винагороду.

## Лауреати

### 2018
- Пащенко Михайло Миколайович, письменник, за книгу «Легенда Володарки»;
- Любацька Людмила Вікторівна, письменниця, за краєзнавчий доробок останніх років;
- Секрет Ганна Василівна, Заслужений журналіст України, за цикл документальних програм на вінницькому телебаченні.[1]

### 2019
- Рябий Микола Олександрович, письменник, за публіцистичну прозу у вінницькій пресі;
- Паламаренко Анатолій Несторович, Народний артист України, майстер художнього слова, за концертні програми останніх років;
- Народний фольклорний ансамбль «Щедрик» ВДПУ ім. М. Коцюбинського за збереження пісенного фольклору Поділля.[2]

### 2020
- Крижанівський Микола Миколайович, письменник, скульптор, за монументальні твори малої форми останніх років;
- Швець Ірина Борисівна, Народна артистка України, оперна співачка, за концертну діяльність останніх років;
- Цимбал Віктор Олексійович, письменник, за літературну діяльність останніх років.[3]

### 2021
- Вітковський Вадим Миколайович, письменник, Заслужений журналіст України, за висвітлення теми історії Вінниччини у своїй творчості;
- Дзюба Адам Степанович, хормейстер, педагог, Заслужений артист України, за популяризацію української музики та пісні, виконавську майстерність, естетичне виховання підростаючого покоління.[4]

### 2022
- Жарук Анатолій Федорович, письменник, за опубліковані прозові твори про сучасність, славне минуле вінницької Наддністрянщини, послідовне відродження традицій і народних ремесел на Ямпільщині, сприяння розвитку «зеленого туризму»;
- Панасюк Таміла Володимирівна, краєзнавиця, поетеса, за опубліковані в 2021—2022 роках цикли громадянської лірики, великий вклад в розвиток культури і мистецтв подільського краєзнавства, етнографії, подвижницьку працю в Могилів-Подільському краєзнавчому музеї.[5]

### 2023
- Гордієвич Олександр Сергійович, фотограф, за видатний внесок у розвиток художнього фотомистецтва, створення галереї видатних особистостей Вінниччини.

### 2024
- Дорош Микола Никифорович, письменник, за послідовне вивчення і популяризацію подій історичного минулого Поділля, створення переконливих гіпотез стосовно ключових етапів історичного минулого України, популяризацію краєзнавства серед молоді;
- Літвінова Людмила Борисівна, письменниця, за значний вклад у вивчення і популяризацію етнографічної спадщини України, розвиток волонтерського руху на Наддністрянщині на користь ЗСУ, патріотичне спрямування в авторській поезії.[6]